# Нововоронцовський район
Нововоронцо́вський райо́н розташовувався у крайній північній правобережній частині Херсонщини.
17 липня 2020 року було ліквідовано внаслідок адміністративно-територіальної реформи. Увійшов до новоствореного Бериславського району.

## Географія
На півночі межував з Апостолівським районом Дніпропетровської області, на сході по руслу Дніпра з Верхньорогачицьким і Великолепетиським, на півдні з Бериславським і Великоолександрівським та заході з Високопільським районом.

## Історія
Про давність заселення району свідчать залишки скіфських поселень, які виявлені в околицях Нововоронцовки, городище і могильник Золота Балка біля села Золота Балка. Поселення VIII–IX століть виявлені також поблизу села Дудчани. Територія району була улюбленим місцем для зимівників козаків.
До нинішнього дня збереглися Катерининська верста на території Осокорівської сільської ради та млин на території акціонерного товариства «Нововоронцовська харчосмакова фабрика», споруджений ще на початку минулого століття приватним власником Нейдштатом.

## Економіка
Район розташовувався у степовій зоні. Ґрунти тут чорноземні. В надрах землі виявлені поклади глини, вапняку, щебеню, фосфоритів. Район сільськогосподарський. Тут добре родять озима пшениця, соняшник, кукурудза, овочі, баштанні культури. Тваринницька галузь представлена скотарством м'ясо-молочного напряму, свинарством та вівчарством.
Випуском продовольчих товарів займаються промислові підприємства ВАТ «Нововоронцовська харчосмакова фабрика» та мале приватне підприємство «Таврія».

## Населення
Розподіл населення за віком та статтю (2001):
| Стать | Всього | До 15 років | 15-24 | 25-44 | 45-64 | 65-85 | Понад 85 |
| --- | ------ | ----------- | ----- | ----- | ----- | ----- | -------- |
| Чоловіки | 11 533 | 2510        | 1627  | 3469  | 2842  | 1060  | 25       |
| Жінки | 13 060 | 2384        | 1641  | 3469  | 3302  | 2100  | 164      |
| \| Статево-вікова піраміда \| Статево-вікова піраміда \| Статево-вікова піраміда \| \| ----------------------- \| ----------------------- \| ----------------------- \| \| Чоловіки \| Вік \| Жінки \| \| 25 \| 85 + \| 164 \| \| 46 \| 80-84 \| 194 \| \| 170 \| 75-79 \| 521 \| \| 383 \| 70-74 \| 690 \| \| 461 \| 65-69 \| 695 \| \| 812 \| 60-64 \| 1099 \| \| 417 \| 55-59 \| 511 \| \| 709 \| 50-54 \| 792 \| \| 904 \| 45-49 \| 900 \| \| 968 \| 40-44 \| 991 \| \| 886 \| 35-39 \| 877 \| \| 817 \| 30-34 \| 813 \| \| 798 \| 25-29 \| 788 \| \| 710 \| 20-24 \| 778 \| \| 917 \| 15-20 \| 863 \| \| 1054 \| 10-14 \| 1021 \| \| 778 \| 5-9 \| 744 \| \| 678 \| 0-4 \| 619 \| |        |             |       |       |       |       |          |
| Статево-вікова піраміда |        |             |       |       |       |       |          |
| Чоловіки | Вік    | Жінки       |       |       |       |       |          |
| 25 | 85 +   | 164         |       |       |       |       |          |
| 46 | 80-84  | 194         |       |       |       |       |          |
| 170 | 75-79  | 521         |       |       |       |       |          |
| 383 | 70-74  | 690         |       |       |       |       |          |
| 461 | 65-69  | 695         |       |       |       |       |          |
| 812 | 60-64  | 1099        |       |       |       |       |          |
| 417 | 55-59  | 511         |       |       |       |       |          |
| 709 | 50-54  | 792         |       |       |       |       |          |
| 904 | 45-49  | 900         |       |       |       |       |          |
| 968 | 40-44  | 991         |       |       |       |       |          |
| 886 | 35-39  | 877         |       |       |       |       |          |
| 817 | 30-34  | 813         |       |       |       |       |          |
| 798 | 25-29  | 788         |       |       |       |       |          |
| 710 | 20-24  | 778         |       |       |       |       |          |
| 917 | 15-20  | 863         |       |       |       |       |          |
| 1054 | 10-14  | 1021        |       |       |       |       |          |
| 778 | 5-9    | 744         |       |       |       |       |          |
| 678 | 0-4    | 619         |       |       |       |       |          |

Національний склад населення за даними перепису 2001 року:
| Національність | Кількість осіб | Відсоток |
| -------------- | -------------- | -------- |
| українці       | 23690          | 94,33 %  |
| росіяни        | 1008           | 4,01 %   |
| білоруси       | 118            | 0,47 %   |
| молдовани      | 85             | 0,34 %   |
| вірмени        | 63             | 0,25 %   |
| інші           | 149            | 0,59 %   |

Мовний склад населення за даними перепису 2001 року:
| Мова       | Кількість осіб | Відсоток |
| ---------- | -------------- | -------- |
| українська | 24009          | 95,60 %  |
| російська  | 943            | 3,76 %   |
| білоруська | 40             | 0,16 %   |
| молдовська | 36             | 0,14 %   |
| вірменська | 35             | 0,14 %   |
| інші       | 50             | 0,20 %   |

## Соціальна сфера
Виходить друком районна газета «Вісті».

## Політика
25 травня 2014 року відбулися Президентські вибори України. У межах Нововоронцовського району було створено 20 виборчих дільниць. Явка на виборах складала — 57,78 % (проголосували 9 658 із 16 715 виборців). Найбільшу кількість голосів отримав Петро Порошенко — 51,07 % (4 932 виборців); Юлія Тимошенко — 17,99 % (1 737 виборців), Олег Ляшко — 9,15 % (884 виборців), Анатолій Гриценко — 5,25 % (507 виборців), Сергій Тігіпко — 4,94 % (477 виборців). Решта кандидатів набрали меншу кількість голосів. Кількість недійсних або зіпсованих бюлетенів — 1,37 %.